# 海津大桥
39°04′47″N 117°15′19″E / 39.07972°N 117.25518°E

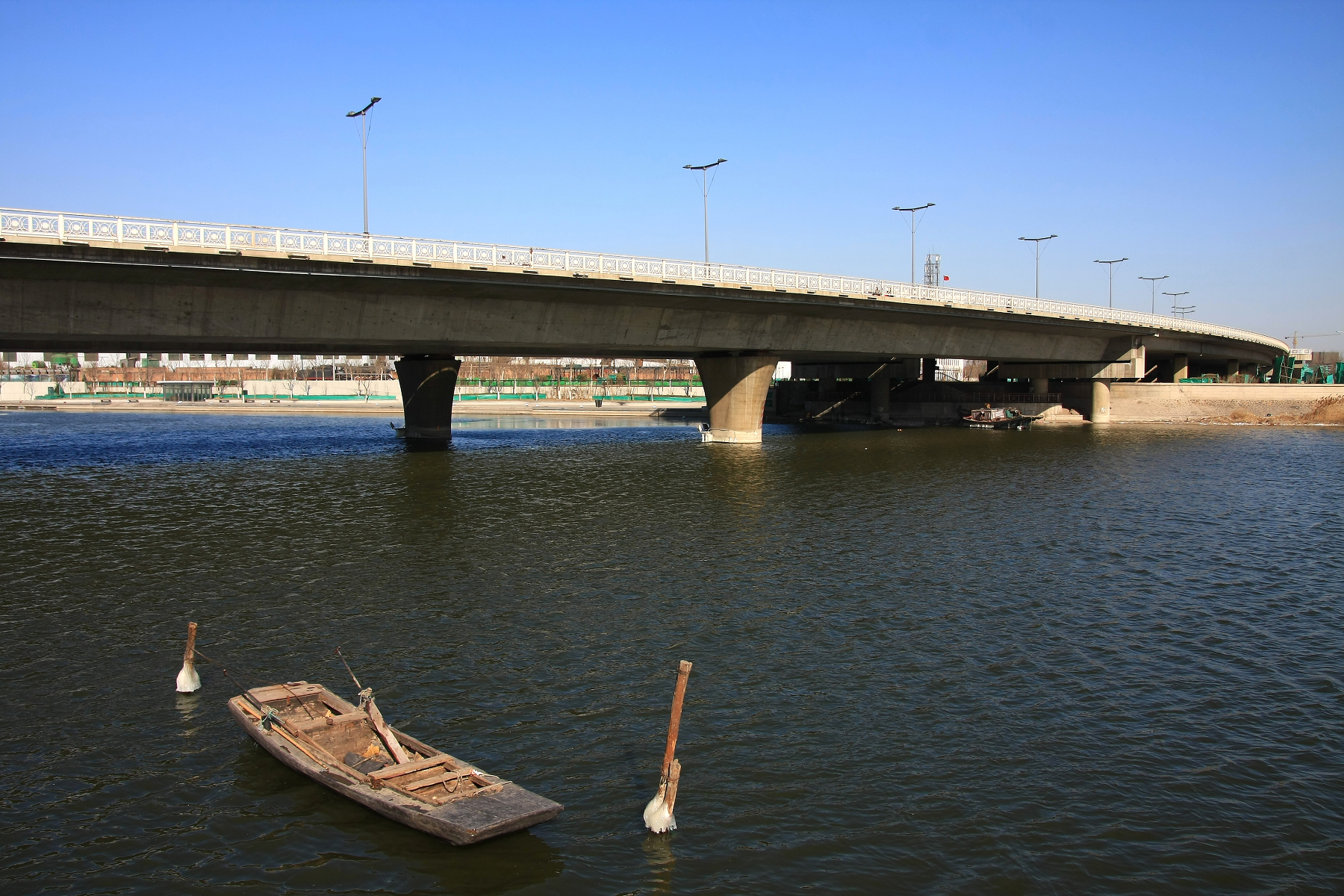
海津大桥照片

海津大桥位于天津市河东区和河西区的交界处上，是天津快速路的跨海河的一座三层局部互通式立交桥，沟通了河东区的昆仑路和河西区的黑牛城道、大沽南路。南北向长1813米，东西向长1032米，建筑面积4.1万平方米，建成于2004年，后来在河东一侧建有海津大桥公园。
该桥虽然位于快速路上，但由于车流量较多以及信号灯分布不合理，在早晚高峰时段经常拥堵。